# Spremenljivka (zvezda)
Spremenljívke ali spremenljíve zvézde so zvezde, katerih absolutni izsev se spreminja. Navidezni sij in pogosto tudi absolutni izsev nekaterih zvezd se časovno gledano spreminja in niha. Naše Sonce je dober primer za zvezdo, katere absolutni izsev se relativno zelo malo spreminja; po navadi približno 0,1 % v 11-letnem Sončevem ciklu. Razlikujemo naslednje tri vrste spremenljivk:
- Prekrivajoče spremenljivke; pri tem gre za dvozvezdja, ki se z medsebojnim kroženjem prekrivajo.
- Utripajoče spremenljivke; pri tem se velikost teh zvezd spreminja bolj ali manj periodično in s tem povezano se spreminja tudi njihov absolutni izsev in navidezni sij. Večina zvezd preide to nestabilno stopnjo razvoja med svojim razvojem, praviloma pa po tem, ko zapustijo področje glavnega niza. Razlikujemo:
  - Kefeidne spremenljivke; njihovo periodo lahko povsem natančno določimo in priredimo njihovemu absolutnemu izsevu. Tako jih uporabljamo za določanje oddaljenosti sosednjih galaksij in za preverjanje astrofizikalnih modelov. Pravzaprav bi lahko zanje rekli, da so svetilniki Vesolja in zaradi tega izredno pomembne.
  - Spremenljivke tipa Mire (po zvezdi Mira v ozvezdju Kita (ο Ceti)). Njihova perioda je daljša in bolj nepravilna in nepredvidljiva od periode kefeid.
  - Spremenljivke tipa RR Lire; pulzirajo v rednih presledkih in s tem v zvezi imajo krajšo periodo. Imajo približno 90–kratni absolutni izsev Sonca.
- Eruptivne spremenljivke: za krajši časovni presledek zasvetijo močneje. Ti izbruhi se ponavljajo v bolj ali manj rednih presledkih. Razlikujemo:
  - Pritlikave nove ali kataklizmične spremenljivke; pri tem pridejo v poštev rentgenska dvozvezdja z masnim prenosom zvezdne snovi z rdeče orjakinje k beli pritlikavki. Te lahko izbruhnejo v nekaj sekundah.
  - Nove; pri njih poteka masni prenos od rdeče orjakinje h gosti spremljevalni zvezdi, pri kateri se lahko zaradi dosega kritične mase (gostote in pritiska) na površini teh zvezd eksplozivno odvije jedrsko zlivanje, podobno kot pri vodikovi jedrski bombi.
  - Supernove; pri njih gre za veliko podtipov, pri katerih gre pri podtipu supernov Ia tudi za pojave v dvozvezdju. Samo podtipi Ib, Ic in II naznačujejo konec razvoja zelo masivnih zvezd.

Poleg teh zvezd obstajajo tudi zvezde, ki nakazujejo odmike vrednosti v navideznem siju, a jih ne prištevamo k spremenljivkam, npr. pulzarji. Pulzarji so hitro vrteče se nevtronske zvezde, ki na svojih magnetnih polih sevajo curke plazme. Ker njihova vrtilna os ne sovpada z magnetno osjo, utripajo v rednih časovnih predsledkih (tudi v delčku sekunde pri milisekundnih pulzarjih). Sprva so jih imeli celo za signale zunajzemeljske civilizacije. Tudi črne luknje lahklo za kratek čas izbruhnejo, ko nanje (na akrecijski disk) doteka dodatna zvezdna snov. Njihovo sevanje se časovno ne spreminja periodično, temveč neredno in nepredvidljivo.